# Fremantle (vállalat)
A Fremantle (IPA: ˈfriːmæntəl, korábban FremantleMedia) egy brit multinacionális televíziós produkciós és forgalmazási vállalat, amelynek székhelye Londonban van. A Fremantle a nevét a Fremantle Internationalről kapta, amelyet 1994-ben vásárolt fel az elődje, az All American Television. A Pearson Televisiont 2001. augusztus 20-án FremantleMedia-ra keresztelték át, miután a Pearson Television és a Bertelsmann által tulajdonolt CLT-UFA 2000-ben egyesült és létrehozta az RTL Groupot.
A Fremantle tulajdonában vannak a nem szkriptelt formátumok, köztük a brit tehetségkutató versenyek, mint pl. az Idols (Simon Fuller által létrehozva), a Got Talent és a The X Factor (mindkettőt Simon Cowell hozta létre), amelyeket világszerte értékesítettek. A Fremantle 1994 óta forgalmaz az Egyesült Államokban és nemzetközi szinten is amerikai vetélkedőket.

## Története

### Pearson Television (1994–2001)
1994-ben egy licitháborút követően a Pearson plc megvásárolta a Thames Televisiont, és a Pearson Television alá rendelte. 1995-ben felvásárolta az ausztrál Grundy Television vállalatot. Még ugyanebben az évben megvásárolta az ACI-t, egy amerikai székhelyű tévéfilmeket forgalmazó cég. 1996-ban a Pearson Television megvásárolta a brit SelecTV PLC produkciós céget, ami később beolvadt a vállalatba.
A Pearson Television 1997. október 1-jén bejelentette, hogy 373 millió dolláros készpénzes vételi ajánlatot tett a tőzsdén jegyzett amerikai televíziós társaságra, az All American Communications Inc.-re. November 5-én a Pearson lezárta a vételi ajánlatot, és az All American a következő évben beolvadt a Pearson Televisionbe. Ezzel a felvásárlással a Pearson világméretű jogokat szerzett különböző vetélkedő-formátumokhoz, valamint olyan amerikai drámasorozatokhoz, mint a Baywatch.
A Pearson Television 1998. november 3-án felvásárolta a Mastrofilm olasz drámasorozatokat gyártó céget, 1999. február 2-án pedig az európai animációs filmeket finanszírozó és forgalmazó EVA Entertainmentet. 2000 áprilisában a Pearson TV úgy döntött, hogy megveszi a Smith & Jones által tulajdonolt Talkback Productions brit produkciós céget.

#### Fremantle International
A Fremantle első inkarnációját, a Fremantle International-t 1952-ben Paul Talbot alapította Fremantle Overseas Radio and Television néven, majd 1958-ban átnevezték Fremantle International-ra, amelyet a nyugat-ausztráliai városról neveztek el. 1964 és 1994 között televíziós sorozatok, filmek és különkiadások gyártásával foglalkozott, és a Mark Goodson-Bill Todman Productions, a Stewart Television, a Barry & Enright Productions, a Kline and Friends, a Hatos-Hall Productions és a Chuck Barris Productions nemzetközi vetélkedő-formátumok tulajdonosa volt. Az 1980-as évekre a Fremantle lett Európa legnagyobb vetélkedő műsorgyártója. 1989-ben az Interpublic Group of Companies 49%-os kisebbségi részesedést vásárolt a Fremantle Internationalben. 1991. május 20-án az Interpublic Group 80%-ra növelte tulajdonrészét a Fremantle Internationalben, Paul Talbot pedig megtartotta 20%-os részesedését a vállalatban.
Az Interpublic Group 1994. július 7-én megállapodott a Fremantle International értékeinek eladásáról az All American Communications Inc. részére 63 millió dollárért készpénzben és részvényekben. Az All American augusztusban felvásárolta a Fremantle International vállalatot. Paul Talbot 2005-ben bekövetkezett haláláig tulajdonosa maradt a The Fremantle Corporationnek, az All American által tulajdonolt Baywatch és más műsorok nemzetközi forgalmazójának, majd a vállalat vagyonát 2006 júniusában a kanadai székhelyű Kaleidoscope Entertainment vásárolta meg. Az All American Fremantle International kezelte és terjesztette világszerte a Mark Goodson Productions vetélkedő-formátumait. 1998-ban az All American Televisiont és az All American Fremantle Internationalt átnevezték Pearson Television North America és Pearson Television Licensing névre, és 2001-es átnevezésükig ezen a néven működtek.

### FremantleMedia (2001–2018)
2000-ben a német konglomerátum, a Bertelsmann bejelentette, hogy közös vállalatot hoz létre a CLT-UFA csoportja (amely a luxemburgi CLT és a német UFA GmbH stúdió egyesüléséből jött létre) és a Pearson Television között (amelynek könyvtárában a korábbi brit ITV franchise Thames Television is szerepelt) között, All American Television - amely a Lexington Broadcast Services és a Mark Goodson Productions és a Fremantle International vetélkedő műsorgyártók könyvtárait birtokolta -, valamint az ausztrál Reg Grundy Organisation), hogy multinacionális médiacsoportot és tartalomszolgáltató vállalatot hozzanak létre - amely végül RTL Group néven vált ismertté -, amellyel egyesítenék műsorszolgáltatási és gyártási tevékenységeiket, és európai versenytársat állítanának az amerikai tulajdonú médiakonglomerátumokkal szemben. A tartalmi üzletágat 2001-ben FremantleMedia névre keresztelték át, míg a Bertelsmann később növelte részesedését az RTL Groupban, és így többségi tulajdont szerzett.
2018 januárjában a FremantleMedia eladta Kids & Family Entertainment részlegét a Boat Rocker Mediának. 2018 júliusában a FremantleMedia North America vezérigazgatóját, Jennifer Mullint nevezték ki a világcég új vezérigazgatójának a távozó Cecile Frot-Coutaz helyére.

### Fremantle (2018–napjainkig)
2018 szeptemberében a vállalat "Fremantle" névre változott, és új, kézzel írott logót vezetett be. A FremantleMedia márkanevet azonban továbbra is a Fremantle jogi neveként használják, ahogy az a műsoraik záró kreditpontjaiban is látható. 2020. július 13-án a Fremantle a Storyglass-t a Bertelsmannon belül önálló vállalattá tette. Szeptember 9-én a Fremantle egyesítette a Boundless-t és a Naked Entertainmentet, és létrehozta a Naked Televisiont.
2022. május 10-én a Fremantle többségi részesedést szerzett az Element Pictures ír filmstúdióban és televíziós drámákat gyártó cégben, amely olyan filmek gyártásáról ismert, mint pl. A guardista, a Frank, A szoba, A homár, A kedvenc és A fészek, valamint olyan televíziós sorozatokról, mint a Normális emberek és a Baráti beszélgetések, amelyeket a Hulu, a BBC Three, és az RTÉ számára készítettek, valamint az ír TV3 számára készített Red Rock (az All3Media tulajdonában lévő Company Pictures-szel koprodukcióban), emellett tulajdonosa a dublini Light House Mozinak és a galwayi Pálás Mozinak, az ír Volta video on demand szolgáltatásnak (az Ír Köztársaság első mozijáról elnevezve), valamint egy moziforgalmazó részlegnek (Element Pictures Distribution). 2022 novemberében bejelentették, hogy a Fremantle többségi részesedést szerzett a tel-avivi Silvio Productions független produkciós cégben.

## Produkciók
A Fremantle számos nem szkriptelt formátum tulajdonosa, köztük az Idol, a Got Talent és a The X Factor tehetségkutató versenyek (az utóbbi kettő Simon Cowell Syco Entertainmentjével tulajdonolva), valamint az amerikai Goodson-Todman Productions, az ausztrál Reg Grundy és más műsorgyártok könyvtáraiban lévő vetélkedők, többek között a Family Feud, a The Price is Right és a Sale of the Century.
A Reg Grundy könyvtáron keresztül a Fremantle Australia tulajdonában van számos neves ausztrál dráma és szappanopera, köztük a hosszú ideje futó Neighbours és a Prisoner.
A 2010-es évek közepén a Fremantle a gyártás diverzifikálása érdekében egyre inkább a "magas színvonalú" forgatókönyves drámák gyártásának stratégiáját kezdte követni, többek között az Amerikai istenek, a Beecham House, 
A Charité kórház, a Volt egyszer két Németország - 83, a Picnic at Hanging Rock, A gyilkos eső, Az ifjú pápa és A Moszkitó-part című sorozatokkal. Ez a stratégia sikeresnek bizonyult a vállalat számára, mivel a nemzetközi drámák egyre nagyobb arányban részesedtek a Fremantle teljes bevételéből.

## Gyártó irodák és részlegek

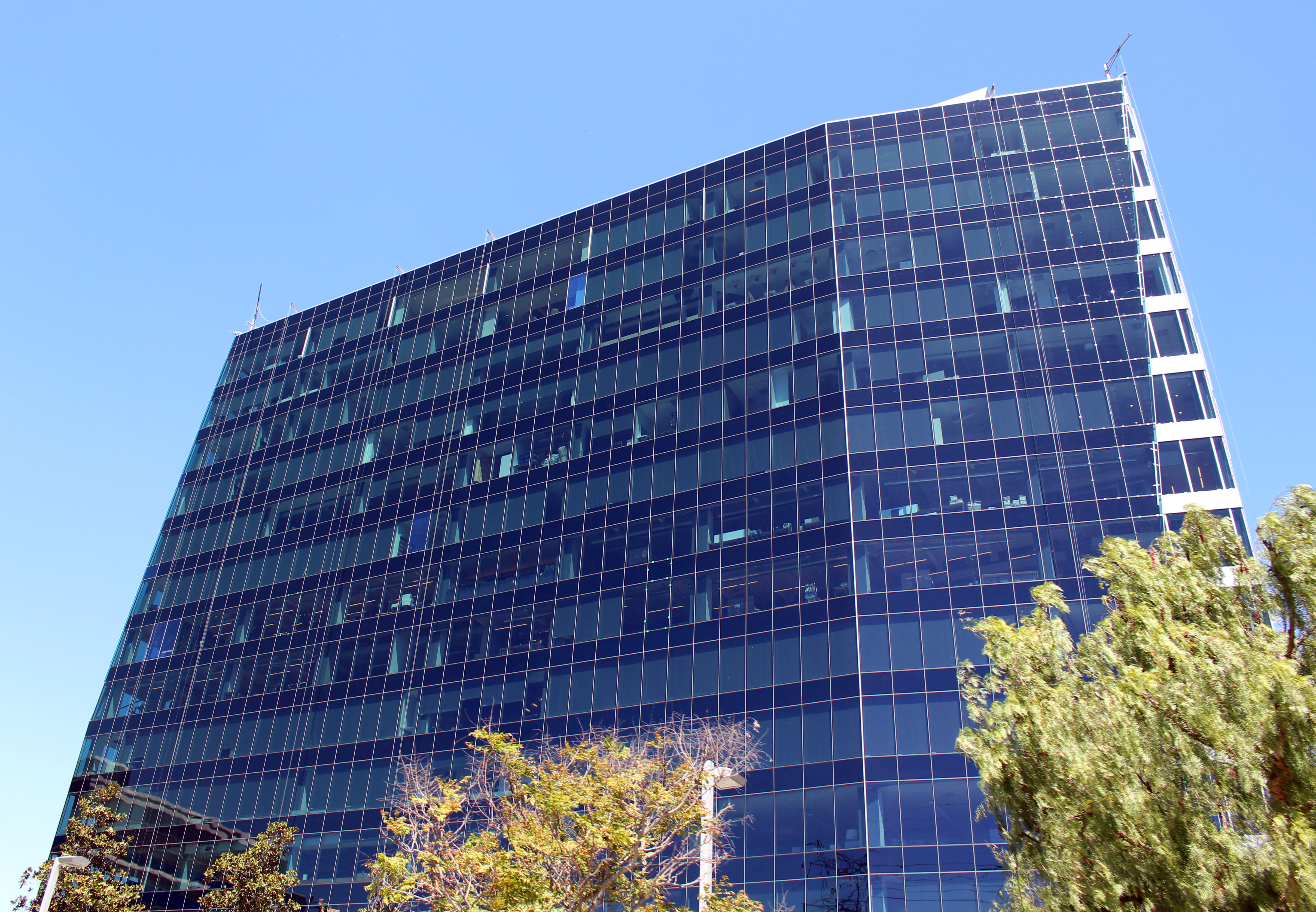
A Fremantle North America központja a Pointe irodaházban, Burbankben, Kaliforniában

A Fremantle több mint 26 területen rendelkezik gyártó egységekkel globális irodáiban, valamint produkciós cégek és kiadók hálózatával.
Az Egyesült Államokban a Fremantle legnagyobb gyártói és forgalmazói részlege, a Fremantle North America a kaliforniai Burbankben található, és egy portfóliónyi vállalatot foglal magában. A Fremantle North America forgatókönyves és alternatív műsorokat gyárt és forgalmaz műsorszóró és kábelhálózatok, szindikációs és streaming platformok számára.
Ezen kívül a Fremantle North America több kisebb produkciós cég tulajdonosa; ezek közé tartozik a Thom Beers-féle Original Productions (amely számos reality, például a Halálos fogás, a Favágók és a Jéglovagok gyártásáért felelős) és az Amygdala Music, amely Leslie Beers produkciós és zeneszerzői cége, és az Original Productions műsorainak kísérő- és főcím zenéit írja.
Itt van a Fremantle összes gyártói és/vagy forgalmazói részlege:
| Régió/Ország       | Részleg(ek) |
| ------------------ | --- |
| Egyesült Királyság | Elsődleges - Euston Films - Castefield (Manchester és Észak-Anglia többi része) - Hare and Tortoise (2018-ig Retort néven ismert) - Naked Television (a Boundless és a Naked Entertainment egyesüléséből jött létre) - Naked West - Thames - Talkback Másodlagos - Full Fat TV - Man Alive Entertainment - Dr Pluto Films (közös vállalkozás James Abadival és Sam Pollarddal) - Wild Blue Media - Dancing Ledge Productions (25%) - Label1 |
| Írország           | - Element Pictures (Londonban is rendelkezik irodával) - Light House Mozi (Dublin) - Road House Mozi - Pálás Mozi (Galway) - Volta (Ír film VOD szolgáltatás) |
| Németország        | - UFA GmbH - UFA Fiction - UFA Serial Drama - UFA Show & Factual - UFA Documentary |
| Franciaország      | - Kwaï |
| Hollandia          | - Fiction Valley - Blue Circle - No Pictures Please (100%-os tulajdonrész 2020. január 1. óta) |
| Olaszország        | - Lux Vide (70%) - Wildside - Vision Distribution (közös vállalkozás a Sky Italia, a Cattleya, a Lucisano Media Group, a Palomar és az Indiana Production vállalatokkal) - Vision Distribution International - The Apartment - Wavy |
| Izrael             | - Abot Hameiri (Eitan Abot és Guy Hameiri alapította 2006-ban, ez a vállalat 2016-ban lett a Fremantle része) - Silvio Productions |
| Spanyolország      | - En Cero Coma Producciones |
| Északi országok    | Dánia - Blu - Miso Film - Strong Productions Finnország - Moskito Television - Grillifilms - Production House Norvégia - Playroom Event - Rakett TV - Monster Media AS - One Big Happy Family - Novemberfilm - Strix Television (Svédországban szintén) Svédország - Strix Television (Norvégiában szintén) - Baluba |
| Ausztrália         | - Easy Tiger - Eureka Productions (az Egyesült Államokban szintén) |
| Észak-Amerika      | - Original Productions - Amygdala Music - Random House Studio - Random House Films - Random House Television - Passenger (Richard Brownnal) - The Immigrant (Spanyolországban és Latin-Amerikában is; a Bron Media, Camila Jiménez-Villa és Silvana Aguirre jóvoltából; 25%) - Eureka Productions (Ausztráliában szintén) - Buzzr (Digitális televíziós hálózat)                                                                            |

## Fordítás
Ez a szócikk részben vagy egészben  a   Fremantle (company) című angol Wikipédia-szócikk fordításán alapul.  Az eredeti cikk szerkesztőit annak laptörténete sorolja fel. Ez a jelzés csupán a megfogalmazás eredetét és a szerzői jogokat jelzi, nem szolgál a cikkben szereplő információk forrásmegjelöléseként.